# MTV Video Music Award al miglior artista esordiente
L'MTV Video Music Award al miglior artista esordiente (MTV Video Music Award for Best New Artist) è uno dei quattro riconoscimenti assegnati nell'ambito degli MTV Video Music Awards sin dalla prima cerimonia di premiazione, avvenuta nel 1984.

## Storia
Il nome della categoria è cambiato diverse volte:
- 1984-2006: Best New Artist in a Video
- 2007-2012: Best New Artist
- 2013-2015: Artist to Watch
- 2016-2019: Best New Artist
- 2020: Push Best New Artist
- dal 2021: Best New Artist

## Vincitori e candidati

### Anni 1980
- 1984
  - Eurythmics – Sweet Dreams (Are Made of This)
  - Cyndi Lauper – Girls Just Want to Have Fun
  - Cyndi Lauper – Time After Time
  - Madonna – Borderline
  - Wang Chung – Dance Hall Days
- 1985
  - 'Til Tuesday – Voices Carry
  - Frankie Goes to Hollywood – Two Tribes
  - Julian Lennon – Too Late for Goodbyes
  - Sade – Smooth Operator
  - Sheila E. – The Glamorous Life
- 1986
  - A-ha – Take on Me
  - The Hooters – And We Danced
  - Whitney Houston – How Will I Know
  - Pet Shop Boys – West End Girls
  - Simply Red – Holding Back the Years
- 1987
  - Crowded House – Don't Dream It's Over
  - Robert Cray – Smoking Gun
  - The Georgia Satellites – Keep Your Hands to Yourself
  - Bruce Hornsby and the Range – The Way It Is
  - Timbuk3 – The Future's So Bright, I Gotta Wear Shades
- 1988
  - Guns N' Roses – Welcome to the Jungle
  - The Godfathers – Birth, School, Work, Death
  - Buster Poindexter – Hot Hot Hot
  - Swing Out Sister – Breakout
  - Jody Watley – Some Kind of Lover
- 1989
  - Living Colour – Cult of Personality
  - Paula Abdul – Straight Up
  - Edie Brickell & New Bohemians – What I Am
  - Neneh Cherry – Buffalo Stance

### Anni 1990
- 1990
  - Michael Penn – No Myth
  - Bell Biv DeVoe – Poison
  - The Black Crowes – Jealous Again
  - Jane Child – Don't Wanna Fall in Love
  - Lenny Kravitz – Let Love Rule
  - Alannah Myles – Black Velvet
  - Lisa Stansfield – All Around the World
- 1991
  - Jesus Jones – Right Here, Right Now
  - C+C Music Factory – Gonna Make You Sweat (Everybody Dance Now)
  - Deee-Lite – Groove Is in the Heart
  - Gerardo – Rico Suav
  - Seal – Crazy
- 1992
  - Nirvana – Smells Like Teen Spirit
  - Tori Amos – Silent All These Years
  - Arrested Development – Tennessee
  - Cracker – Teen Angst (What the World Needs Now)
- 1993
  - Stone Temple Pilots – Plush
  - Tasmin Archer – Sleeping Satellite
  - Belly – Feed the Tree
  - Porno for Pyros – Pets
- 1994
  - Counting Crows – Mr. Jones
  - Beck – Loser
  - Björk – Human Behaviour
  - Green Day – Longview
  - Lisa Loeb and Nine Stories – Stay (I Missed You)
  - Me'Shell NdegéOcello – If That's Your Boyfriend (He Wasn't Last Night)
- 1995
  - Hootie & the Blowfish – Hold My Hand
  - Jeff Buckley – Last Goodbye
  - Des'ree – You Gotta Be
  - Filter – Hey Man, Nice Shot
  - Portishead – Sour Times (Nobody Loves Me)
- 1996
  - Alanis Morissette – Ironic
  - Tracy Bonham – Mother Mother
  - Garbage – Stupid Girl
  - Jewel – Who Will Save Your Soul
- 1997
  - Fiona Apple – Sleep to Dream
  - Meredith Brooks – Bitch
  - Hanson – MMMBop
  - Jamiroquai – Virtual Insanity
  - The Wallflowers – One Headlight
- 1998
  - Natalie Imbruglia – Torn
  - Cherry Poppin' Daddies – Zoot Suit Riot
  - Chumbawamba – Tubthumping
  - Fastball – The Way
  - Ma$e – Feel So Good
- 1999
  - Eminem – My Name Is
  - Kid Rock – Bawitdaba
  - Jennifer Lopez – If You Had My Love
  - Orgy – Blue Mondey

### Anni 2000
- 2000
  - Macy Gray – I Try
  - Christina Aguilera – What a Girl Wants
  - Papa Roach – Last Resort
  - Pink (cantante) – There You Go
  - Sisqó – Thong Song
- 2001
  - Alicia Keys – Fallin'
  - Coldplay – Yellow
  - Nikka Costa – Like a Feather
  - David Gray – Babylon
  - Sum 41 – Fat Lip
- 2002
  - Avril Lavigne – Complicated
  - Ashanti – Foolish
  - B2K – Uh Huh
  - John Mayer – No Such Thing
  - Puddle of Mudd – Blurry
- 2003
  - 50 Cent – In da Club
  - The All-American Rejects – Swing, Swing
  - Kelly Clarkson – Miss Independent
  - Evanescence (featuring Paul McCoy) – Bring Me to Life
  - Sean Paul – Get Busy
  - Simple Plan – Addicted
- 2004
  - Maroon 5 – This Love
  - The Darkness – I Believe in a Thing Called Love
  - Jet – Are You Gonna Be My Girl
  - JoJo – Leave (Get Out)
  - Kanye West (featuring Syleena Johnson) – All Falls Down
  - Yellowcard – Ocean Avenue
- 2005
  - The Killers – Mr. Brightside
  - Ciara (featuring Missy Elliott) – 1,2 Step
  - The Game – Dreams
  - John Legend – Ordinary People
  - My Chemical Romance – Helena
- 2006
  - Avenged Sevenfold – Bat Country
  - Angels & Airwaves – The Adventure
  - James Blunt – You're Beautiful
  - Chris Brown (featuring Juelz Santana) – Run It!
  - Panic! at the Disco – I Write Sins Not Tragedies
  - Rihanna – SOS
- 2007
  - Gym Class Heroes
  - Lily Allen
  - Peter Bjorn and John
  - Carrie Underwood
  - Amy Winehouse
- 2008
  - Tokio Hotel – Ready, Set, Go!
  - Miley Cyrus – 7 Things
  - Katy Perry – I Kissed a Girl
  - Jordin Sparks (featuring Chris Brown) – No Air
  - Taylor Swift – Teardrops on My Guitar
- 2009
  - Lady Gaga – Poker Face
  - 3OH!3 – Don't Trust Me
  - Drake – Best I Ever Had
  - Kid Cudi – Day 'n' Nite
  - Asher Roth – I Love College

### Anni 2010
- 2010

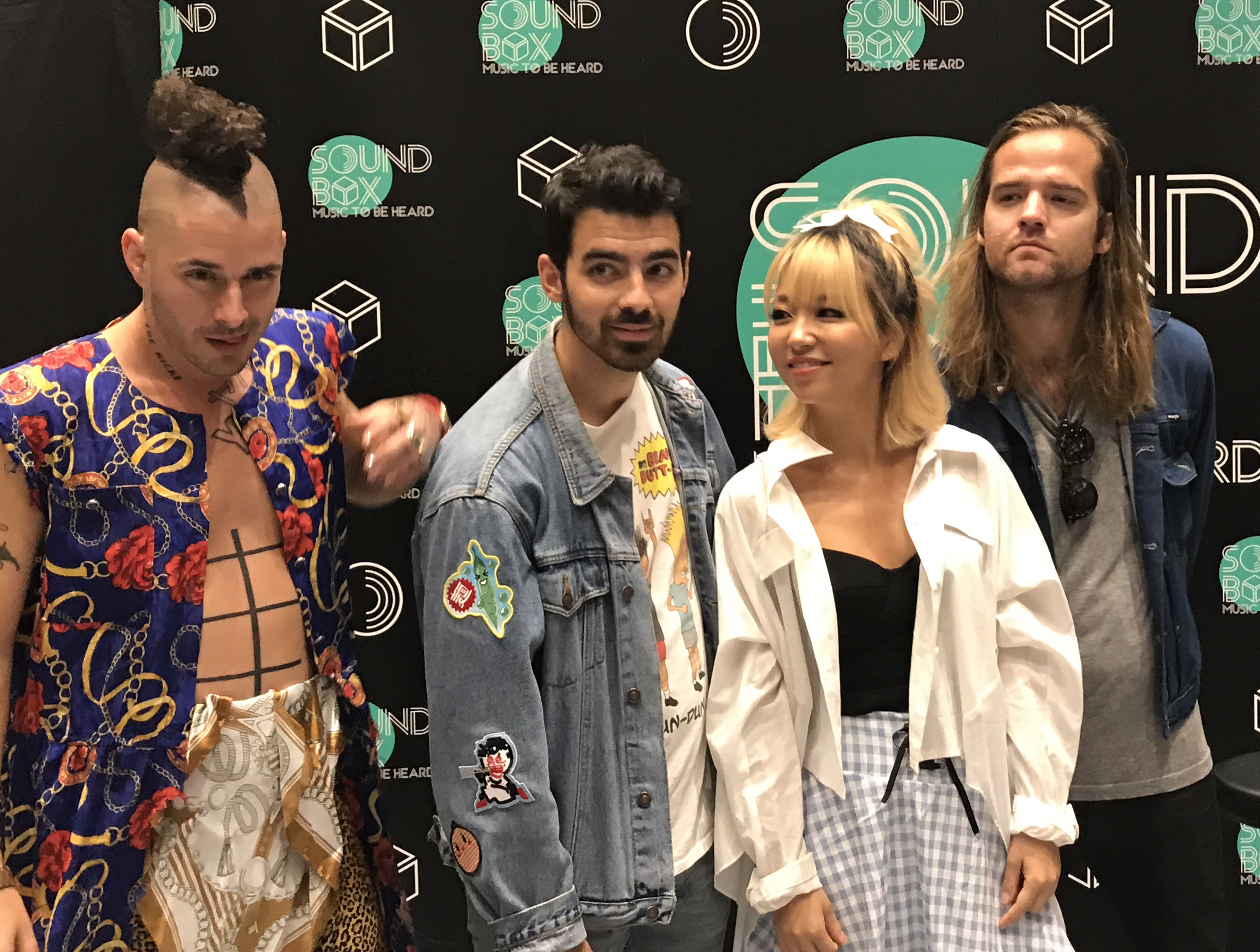
DNCE, vincitori del 2016.

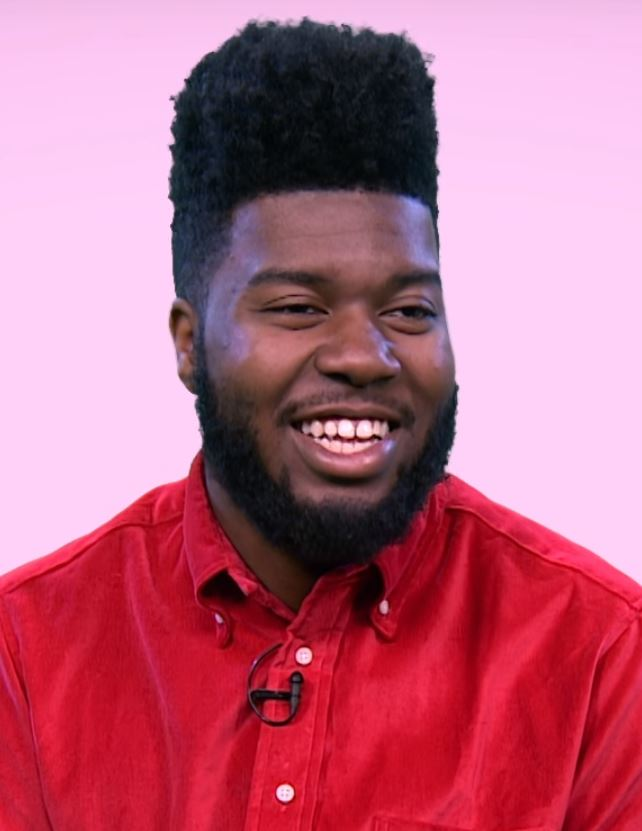
Khalid, vincitore del 2017.

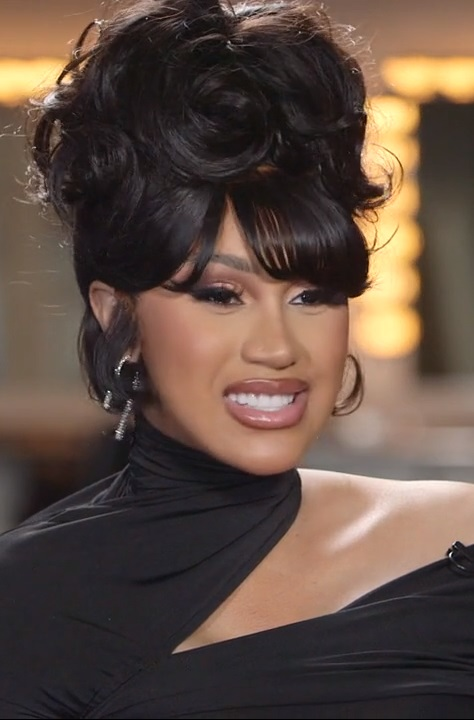
Cardi B, vincitrice del 2018.

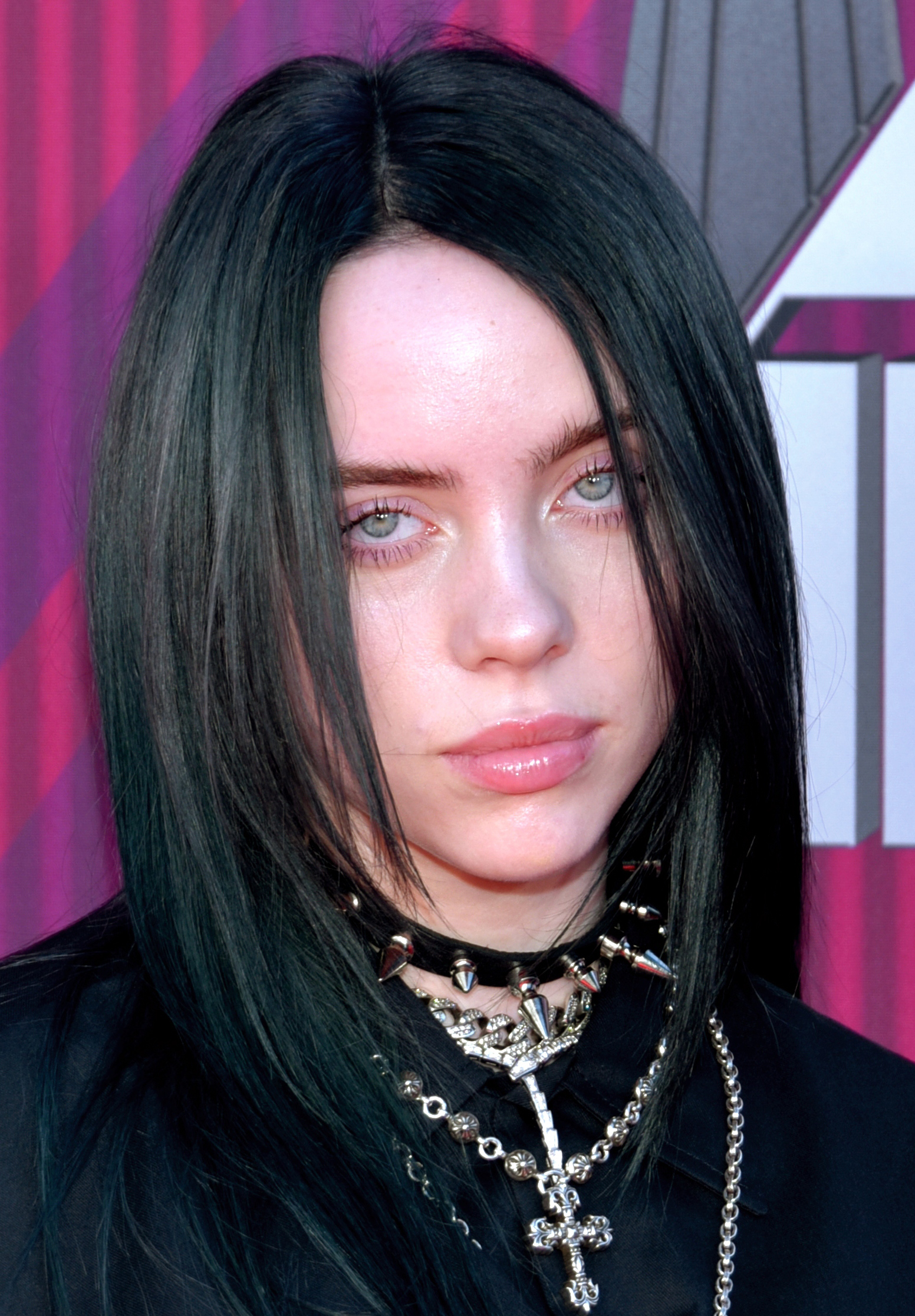
Billie Eilish, vincitrice del 2019.

  - Justin Bieber (featuring Ludacris) – Baby
  - Broken Bells – The Ghost Inside
  - Jason Derulo – In My Head
  - Ke$ha – Tik Tok
  - Nicki Minaj (featuring Sean Garrett) – Massive Attack
- 2011
  - Tyler, the Creator – Yonkers
  - Big Sean (featuring Chris Brown) – My Last
  - Foster the People – Pumped Up Kicks
  - Kreayshawn – Gucci Gucci
  - Wiz Khalifa – Black and Yellow
- 2012
  - One Direction – What Makes You Beautiful
  - Fun. (featuring Janelle Monáe) – We Are Young
  - Carly Rae Jepsen – Call Me Maybe
  - Frank Ocean – Swim Good
  - The Wanted – Glad You Came
- 2013[1]
  - Austin Mahone - What About Love
  - Iggy Azalea - Work
  - Twenty One Pilots - Holding on to You
  - The Weeknd - Wicked Games
  - Zedd (featuring Foxes) - Clarity
- 2014[2]
  - Fifth Harmony - Miss Movin' On
  - Sam Smith - Stay with Me
  - 5 Seconds of Summer - She Looks So Perfect
  - Charli XCX - Boom Clap
  - Schoolboy Q - Man of the Year
- 2015[3]
  - Fetty Wap - Trap Queen
  - FKA twigs - Pendulum
  - George Ezra - Budapest
  - James Bay - Hold Back the River
  - Vance Joy - Riptide
- 2016[4]
  - DNCE
  - Desiigner
  - Lukas Graham
  - Zara Larsson
  - Bryson Tiller
- 2017[5]
  - Khalid
  - Noah Cyrus
  - Kodak Black
  - Julia Michaels
  - SZA
  - Young M.A
- 2018[6]
  - Cardi B
  - Bazzi
  - Chloe x Halle
  - Hayley Kiyoko
  - Lil Pump
  - Lil Uzi Vert
- 2019[7][7]
  - Billie Eilish
  - Ava Max
  - H.E.R.
  - Lil Nas X
  - Lizzo
  - Rosalía

### Anni 2020

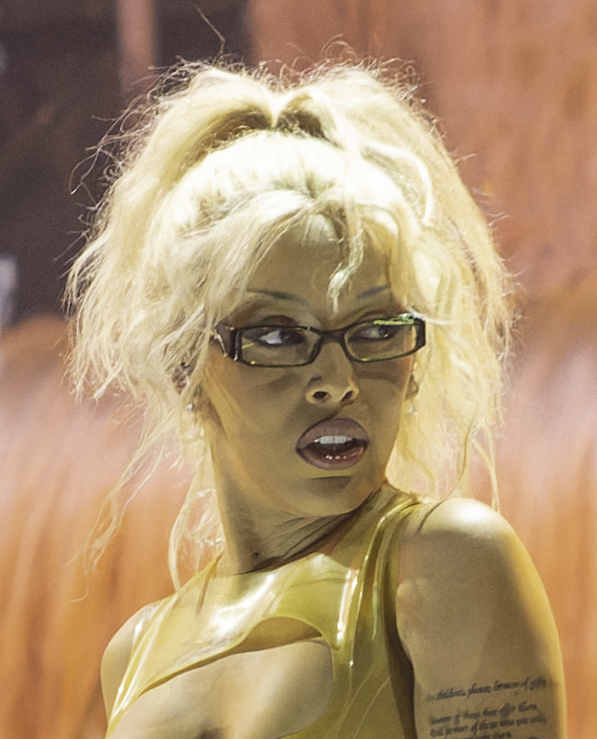
Doja Cat, vincitrice del 2020.

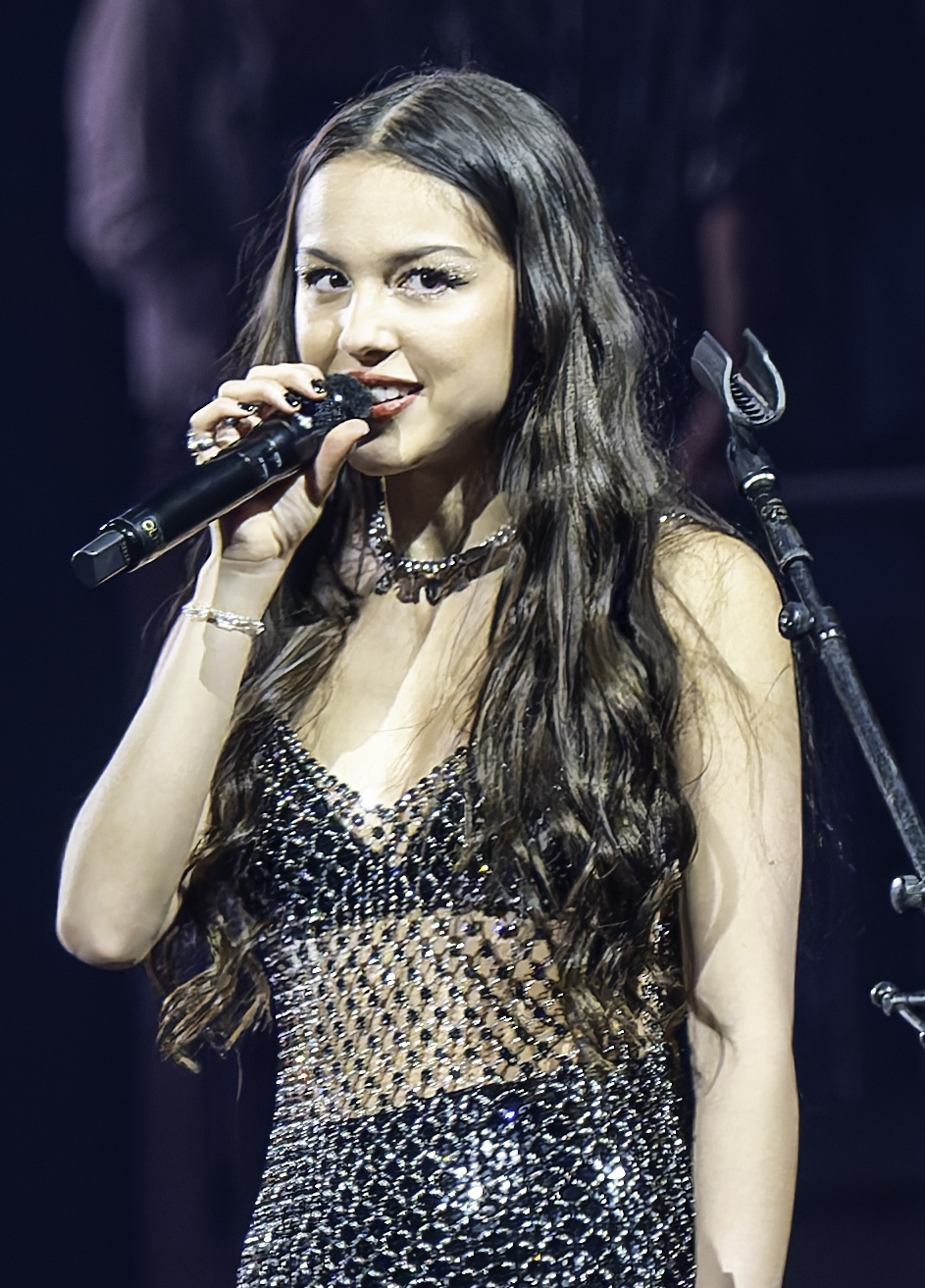
Olivia Rodrigo, vincitrice del 2021.

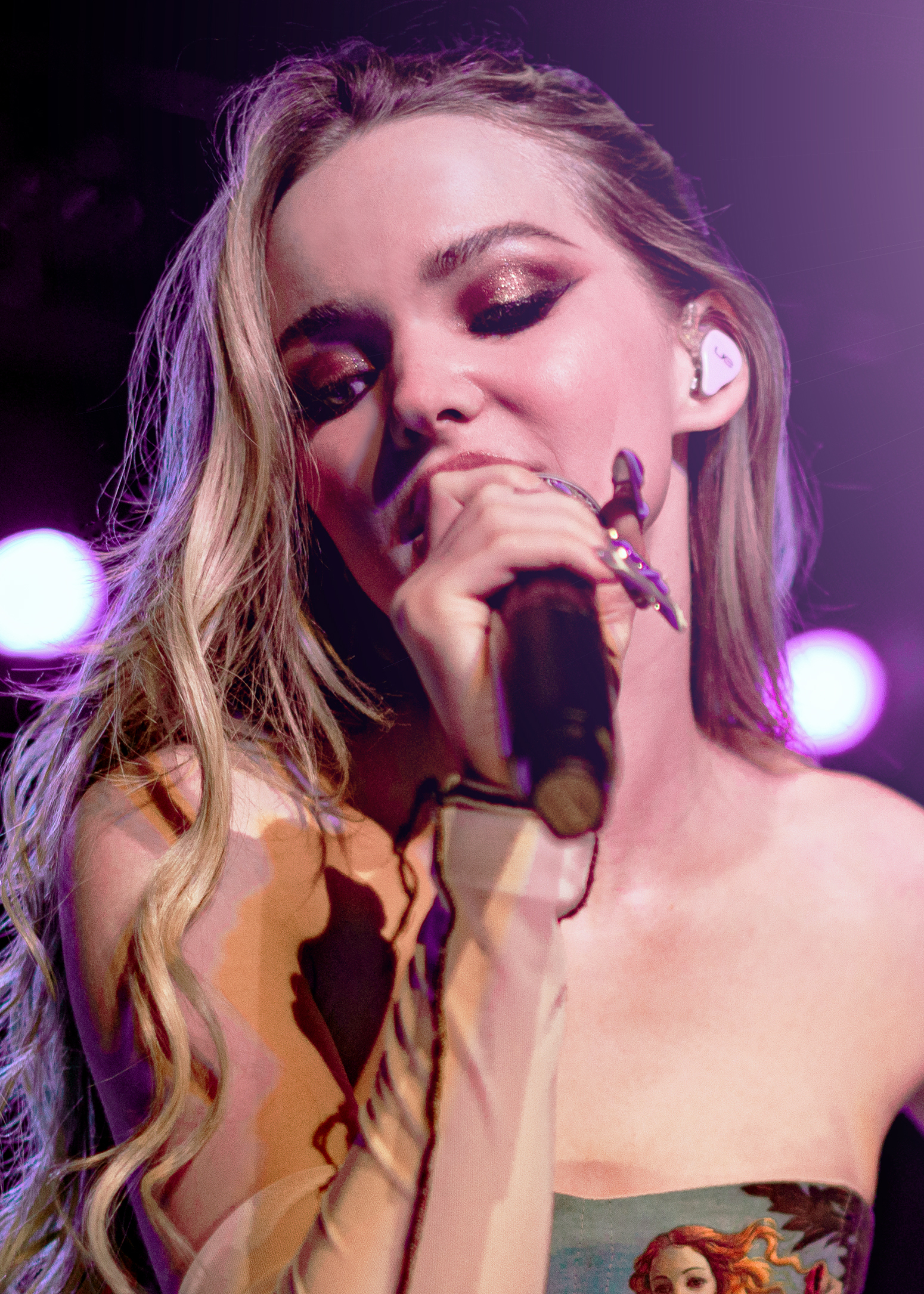
Dove Cameron, vincitrice del 2022.

- 2020[8]
  - Doja Cat
  - Jack Harlow
  - Lewis Capaldi
  - Roddy Ricch
  - Tate McRae
  - Yungblud
- 2021[9]
  - Olivia Rodrigo
  - 24kGoldn
  - Giveon
  - The Kid Laroi
  - Polo G
  - Saweetie
- 2022[10]
  - Dove Cameron
  - Måneskin
  - Seventeen
  - Baby Keem
  - Gayle
  - Latto
- 2023[11]
  - Ice Spice
  - Peso Pluma
  - Reneé Rapp
  - GloRilla
  - Kaliii
  - PinkPantheress
- 2024[12][13]
  - Chappell Roan
  - Benson Boone
  - Gracie Abrams
  - Shaboozey
  - Teddy Swims
  - Tyla